# Elektromagneet

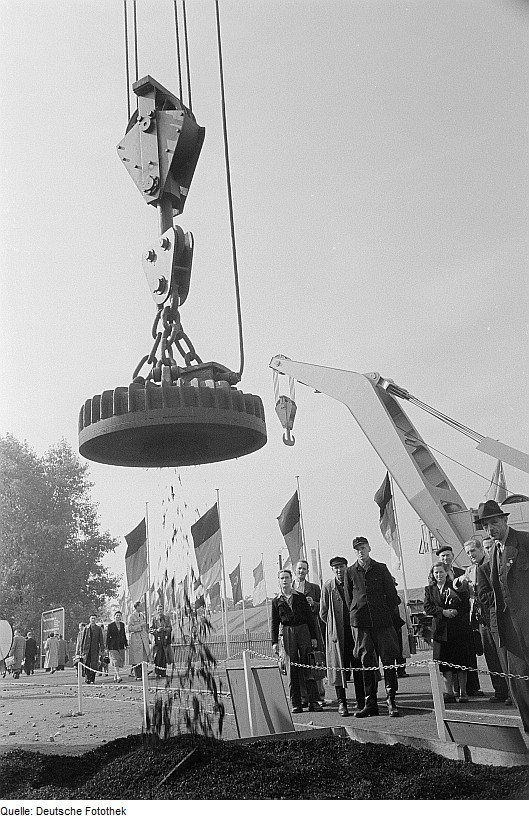
Kraan met elektromagneet

Stroom die door een draad vloeit produceert een magnetisch veld rondom de draad.

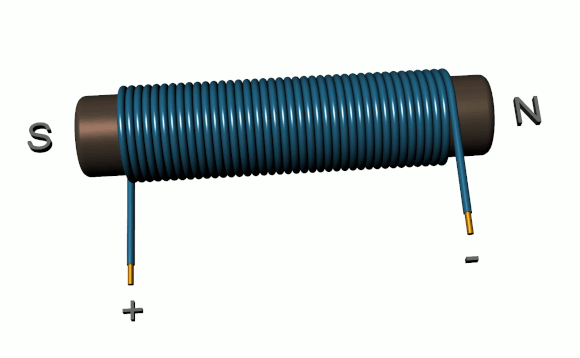
Eenvoudige elektromagneet: een spoel van geïsoleerd koperdraad gewikkeld om een weekijzeren kern

Een elektromagneet is een elektrische component die zich onder invloed van elektrische stroom als een magneet gedraagt. De elektromagneet is uitgevonden door William Sturgeon. Elektromagneten worden in plaats van permanente magneten gebruikt als er een sterk magnetisch veld, dat wil zeggen van meer dan 10.000 gauss, moet worden opgewekt, of als een magneet in- en uitgeschakeld moet kunnen worden.
De Engelsman Peter Barlow (1776-1862) gebruikte een elektromagneet in plaats van een gewone magneet om zijn wiel van Barlow sneller te laten draaien.

## Samenstelling
Elektromagneten bestaan in het algemeen uit een kern van ferromagnetisch materiaal, bijvoorbeeld weekijzer, waaromheen een spoel is gewikkeld. Men spreekt van een solenoïde als de kern mechanisch naar binnen wordt verplaatst. Zolang er een elektrische stroom door de spoel loopt, is de kern magnetisch. Bij grote elektromagneten, zoals in MRI-scanners en het cyclotron in de CERN, is de spoel meestal van supergeleidend materiaal gemaakt. Een eenvoudige elektromagneet bestaat bijvoorbeeld uit een plastic buis met daarin een ijzeren staaf en eromheen geïsoleerd koperdraad gewikkeld. Door hier een gelijkstroom doorheen te leiden wordt de ijzeren staaf magnetisch. 

## Magnetische flux
Voor de opgewekte magnetische flux van de elektromagneet geldt volgens de wet van Ampère:
{\displaystyle \Phi ={\frac {\mu \cdot N\cdot I}{l}}}
Daarin is:
{\displaystyle \Phi } de magnetische flux in Wb, weber, of Vs, voltseconde
{\displaystyle \mu } de magnetische permeabiliteit van het medium in Vs/A
{\displaystyle I} de elektrische stroom door de spoel in A, ampère
{\displaystyle N} het aantal windingen van de spoel
{\displaystyle l} de lengte van de spoel

## Toepassing
Er zijn talloze toepassingen van elektromagneten. Een aantal van de bekendste zijn:
- Afvalscheiding
- Elektrische deursloten
- Elektromotor
- Relais